# Christopher G. Cavoli
Pour les articles homonymes, voir Cavoli.
Christopher Gerard Cavoli est un général de l'armée américaine qui est le commandant du Commandement des forces des États-Unis en Europe (EUCOM) depuis le 1er juillet 2022 et commandant (Supreme Allied Commander Europe ou SACEUR) du Grand Quartier général des puissances alliées en Europe (SHAPE) depuis le 4 juillet 2022. Il a précédemment servi en tant que général commandant de l'United States Army Europe and Africa (USAREUR) d'octobre 2020 à juin 2022, et avant cela en tant que général commandant de la United States Army Europe de janvier 2018 à septembre 2020.
Engagé dans l'infanterie du Corps d'entraînement des officiers de réserve, Cavoli sert pendant la guerre d'Afghanistan et commande une brigade de la 1re division blindée, le 7e Commandement d'entraînement interarmées multinational et la 25e division d'infanterie avant de prendre le commandement de l'USAREUR en janvier 2018.

## Biographie

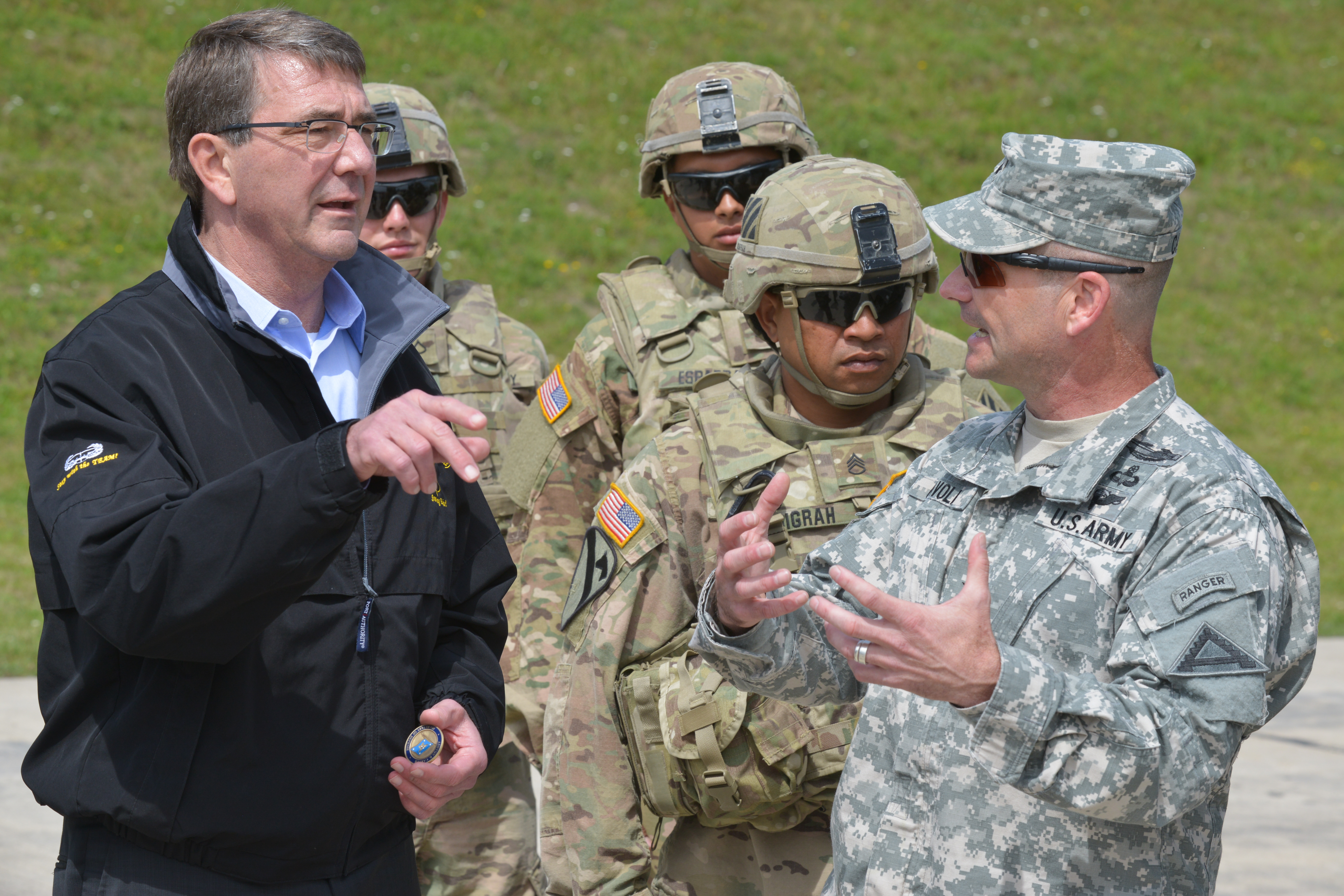
Le secrétaire à la Défense des Etats-Unis Ashton Carter et Cavoli dans la zone d'entraînement de Grafenwoehr, Allemagne le 26 juin 2015.

Né d'un officier de l'armée italo-américain pendant la guerre froide à Wurtzbourg, en Allemagne de l'Ouest, Cavoli grandit à Rome, Vérone, Vicence et Giessen. Il est diplômé de l'Université de Princeton en biologie en 1987 et est affecté dans l'infanterie par le Corps de formation des officiers de réserve. Dans le cadre de son diplôme de premier cycle, Cavoli termine une thèse de 22 pages intitulée L'effet des vers de terre sur la distribution verticale des moisissures visqueuses dans le sol. Cavoli est d'abord affecté en tant que sous-lieutenant au 3e Bataillon, 325e Airborne à Vicenza de 1988 à 1991. Il est promu capitaine et sert comme instructeur à la Ranger School entre 1992 et 1994. Il rentre dans le programme d'officier de la zone étrangère russe en 1995 et est diplômé de l'Université de Yale avec un Master of Arts en études russes et est-européennes en 1997. En 1999, il devient chef des opérations futures de la 10e division de montagne en tant que major et est déployé en Bosnie avec la force de mise en œuvre, avant de servir comme officier des opérations du bataillon d'infanterie entre 2000 et 2001. En tant que lieutenant-colonel, Cavoli est successivement Directeur pour la Russie au Comité des chefs d'état-major interarmées à partir de 2001, assistant exécutif adjoint du Chef d'État-Major des armées à partir de 2003, et devient fellow (sociétaire) à l'Université de la Défense nationale en 2004.
Cavoli devient commandant du 1er bataillon, 32e régiment d'infanterie de l'équipe de combat de la 3e brigade de la 10e division de montagne en 2005. Le bataillon se déploie dans la province de Kunar pendant la guerre en Afghanistan avec la brigade en 2006. Il commande ensuite l'équipe de combat de la 3e brigade de la 1re division blindée, en plus de servir comme commandant adjoint du commandement régional ouest à Hérat pendant le même conflit. Cavoli a également été directeur du groupe de coordination du chef d'état-major de l'armée américaine. Il a été boursier à l'Université de la Défense nationale, au Centre George C. Marshall pour les études de sécurité européennes à Garmisch-Partenkirchen, et au Groupe d'études stratégiques du chef d'état-major de l'armée.
Après avoir servi comme commandant général adjoint pour les opérations de la 82e division aéroportée, Cavoli prend la tête du commandement d'entraînement multinational interarmées de la 7e armée dans la zone d'entraînement de Grafenwöhr en juillet 2014. Il est affecté au commandement de la 25e division d'infanterie le 25 mars 2016 et en prend officiellement le commandement lors d'une cérémonie le 4 août. Il est confirmé par le Sénat des États-Unis pour être promu général de division le 26 mai 2016. Il prend le commandement de l'armée américaine en Europe lors d'une cérémonie le 18 janvier 2018 après avoir été confirmé par le Sénat pour sa promotion au grade de lieutenant général le 20 décembre 2017.

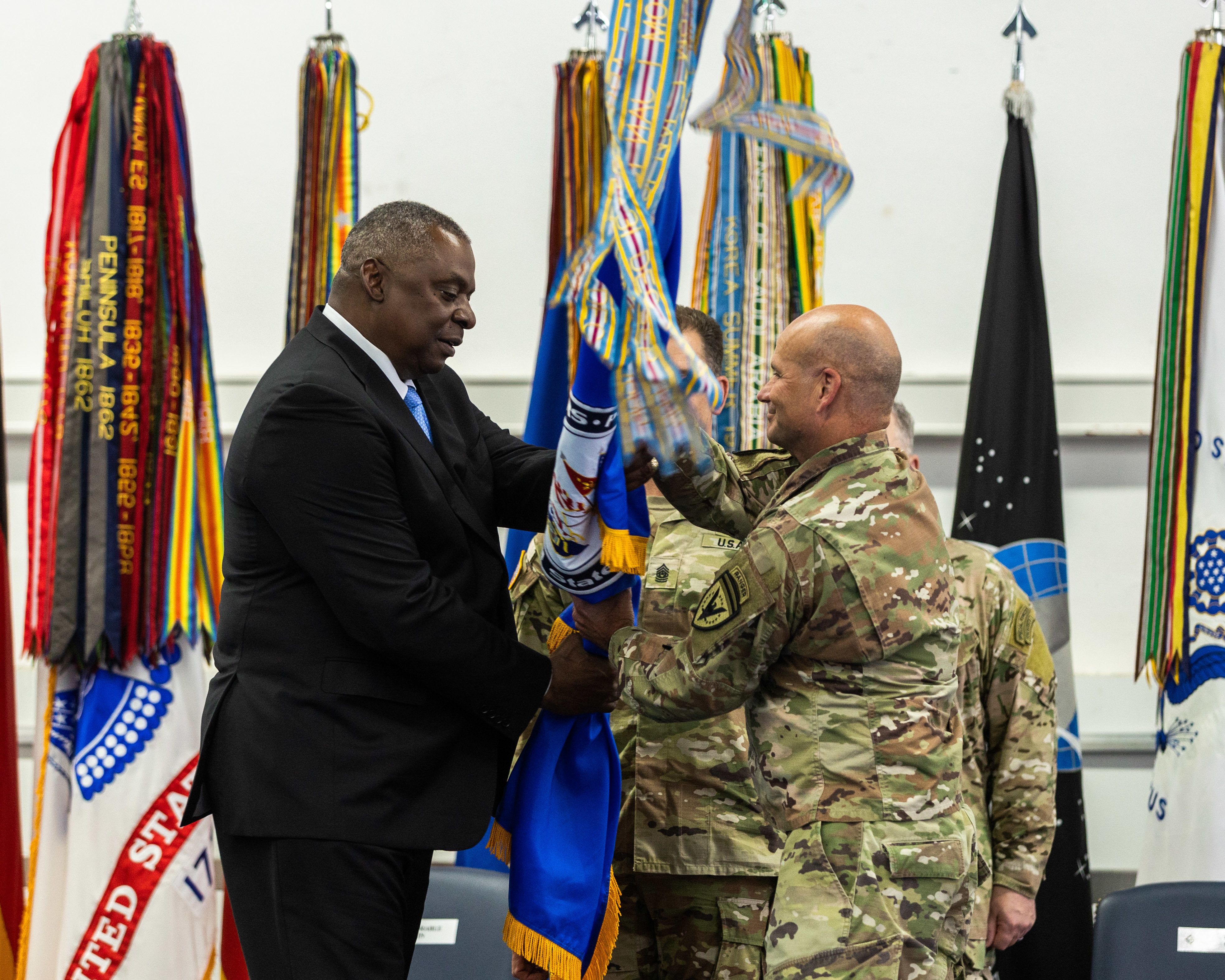
Cavoli prend le commandement de l'EUCOM le 1 juillet 2022.

Le 1er juillet 2020, Cavoli est nommé et confirmé par le Sénat le 30 septembre suivant pour une promotion au grade de général et une affectation en tant que général commandant de l'armée américaine en Europe et Afrique, issue de la fusion des commandements Afrique et Europe. Il prend son nouveau commandement en Allemagne le 1er octobre 2020 et est officiellement promu par le vice-chef d'état-major Joseph M. Martin au Pentagone le 7 octobre avec une date de grade effective le 1er octobre.
Defender-Europe 21, l'un des plus grands exercices militaires de l'armée américaine conduit par l'OTAN en Europe depuis des décennies, débute à la mi-mars 2021 et se termine en juin. Il comprend « des opérations presque simultanées dans plus de 30 zones d'entraînement » en Estonie, en Bulgarie, en Roumanie, au Kosovo et dans d'autres pays,. Cavoli déclare : « Alors que nous surveillons de près la situation du COVID, nous avons prouvé que nous avons la capacité de nous entraîner en toute sécurité malgré la pandémie ».
En mai 2022, Cavoli est nommé pour succéder au général Tod Wolters en tant que commandant des forces américaines en Europe et commandant suprême des forces alliées en Europe (SACEUR),,,.

## Distinctions

### Badges et insignes
|  | Combat Infantryman Badge                                                     |
|  | Ranger Tab                                                                   |
|  | Master Parachutist Badge                                                     |
|  | Insigne d'Éclaireur                                                          |
|  | Insigne de Commandant des forces des États-Unis en Europe                    |
|  | Insigne du Grand Quartier général des puissances alliées en Europe           |
|  | Insigne d'identification du bureau du Secrétariat à la défense               |
|  | Insigne d'identification de chefs d'état-major interarmées                   |
|  | Insigne d'identification du personnel de l'armée                             |
|  | Insigne d'identification du service de combat de la 10e division de montagne |
|  | Insigne du Brevet parachutiste français                                      |
|  | Insigne de parachutiste espagnol en noir                                     |
|  | Insigne d'unité distinctive du 32e régiment d'infanterie                     |
|  | 5 Overseas Service Bars                                                      |

### Médailles
| Bronze oak leaf cluster | Army Distinguished Service Medal avec une feuille de chêne en bronze  |
| | Defense Superior Service Medal                                        |
| | Légion du mérite avec deux feuilles de chêne                          |
| Bronze oak leaf cluster · Width-44 scarlet ribbon with width-4 ultramarine blue stripe at center, surrounded by width-1 white stripes. Width-1 white stripes are at the edges. | Bronze Star Medal avec une feuille de chêne                           |
| | Médaille du service méritoire de la Défense                           |
| | Meritorious Service Medal avec quatre feuilles de chêne               |
| Bronze oak leaf cluster | Joint Service Commendation Medal avec une feuille de chêne            |
| Bronze oak leaf cluster | Commendation Medal avec une feuille de chêne                          |
| | Médaille d'honneur de l'armée                                         |
| | Joint Meritorious Unit Award avec deux feuilles de chêne              |
| | Meritorious Unit Commendation                                         |
| Bronze star | Médaille du service de la Défense nationale avec une étoile de bronze |
| | Armed Forces Expeditionary Medal                                      |
| | Médaille du service en Asie du Sud-Ouest avec deux service stars      |
| | Médaille de la campagne d'Afghanistan avec trois service stars        |
| | Médaille du service de la guerre mondiale contre le terrorisme        |
| | Humanitarian Service Medal                                            |
| | Ruban de service de l'armée                                           |
| | Overseas Service Ribbon avec le chiffre 6 en bronze                   |
| | Médaille de l'OTAN pour l'ex-Yougoslavie                              |
| | Médaille de la libération du Koweït ( Koweït )                        |

## Vie privée
Cavoli est marié à Christina (née Dacey) de Fairfax, Virginie, et a deux fils, Alex et Nick. Parlant français, italien et russe, il est officier de zone étrangère avec une expertise sur l'Eurasie.